# Stazione di Waldstatt
La stazione di Waldstatt (in tedesco Bahnhof Waldstatt) è una stazione ferroviaria nel comune svizzero di Waldstatt sulla linea Gossau-Appenzello.

## Storia

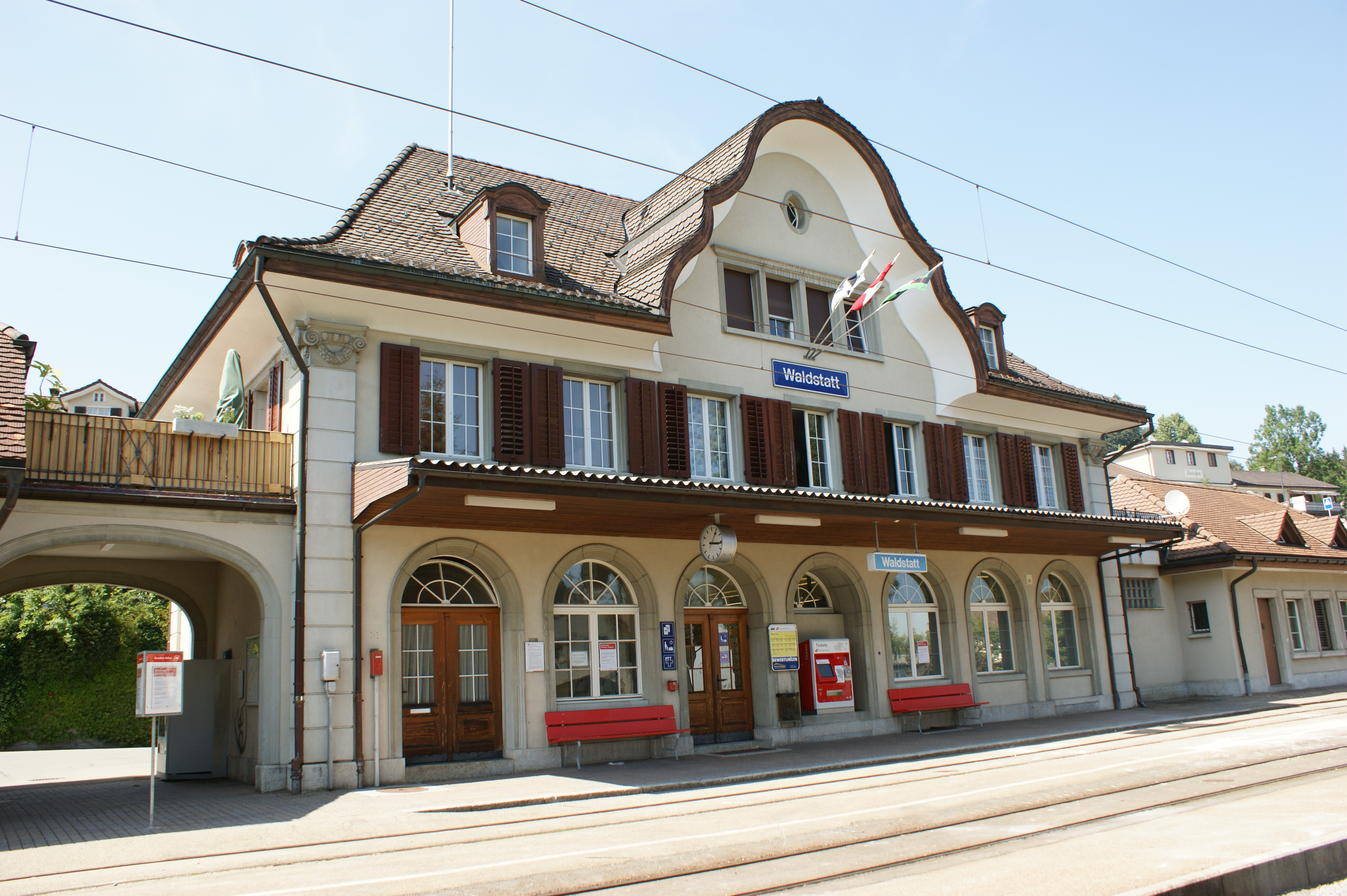
Il fabbricato viaggiatori della stazione (2011)

La stazione fu attivata il 12 settembre 1875, in occasione dell'apertura della tratta Herisau-Urnäsch della ferrovia Gossau-Appenzello. Nel 2020, Appenzeller Bahnen ha ristrutturato la stazione, apportando miglioramenti alla segnaletica digitale, ai marciapiedi e all'accessibilità per i disabili.

## Strutture e impianti
La stazione dispone di 2 binari dotati di marciapiede per il servizio passeggeri. È dotata di un fabbricato viaggiatori a due piani.

## Movimento
La stazione è servita da treni ogni 30 minuti sulla linea S23 (relazione Gossau - Wasserauen) della rete celere di San Gallo.